# Willem Badon Ghijben
Willem Badon Ghijben (Breda, 26 de outubro de 1845 — Arnhem, 13 de novembro de 1907), com o nome por vezes grafado W. B. Ghyben, foi um engenheiro militar, oficial do Corpo de Sapadores Mineiros e professor da Academia Militar de Breda (Militaire Academie te Breda), que se distinguiu no campo da hidráulica e da hidrogeologia. Entre as suas obras mais relevantes está o estudo hidrogeológico da região de Amsterdam. É um dos autores da relação de Ghyben-Herzberg.

## Obras publicadas
W. Badon Ghijben é autor das seguintes obras: 
- De nieuwe Hollandsche waterlinie en hare verbetering naar de eischen des tijds, Breda, 1874;
- "De plannen tot droogmaking van de Vecht", in Militaire Spectator, 1881;
- "Een oude strijd", in Militaire Gids, 1883;
- "Nota in verband met de voorgenomen putboring nabij Amsterdam", in Verh. K. Inst. v. Ingenieurs, 1888-1889.